# Glyphodera badia
Glyphodera badia är en tvåvingeart som beskrevs av Leander Czerny 1931. Glyphodera badia ingår i släktet Glyphodera och familjen skridflugor. Inga underarter finns listade i Catalogue of Life.